# 皺紋花花介
皺紋花花介（学名：Callistocythere rugosa）为細花介科花花介屬下的一个种。